# André Obey
André Obey född 8 maj 1892 i Douai, Nord, Frankrike, död 11 april 1975 i Montsoreau, Maine-et-Loire, Frankrike, var en fransk manusförfattare, dramatiker och romanförfattare.

### Romaner
- Le joueur de triangle 1928

### Teatermanus
- La Souriante Madame Beudet 1921 (Den leende fru Marianne, 1922)
- La Carcasse 1926
- Noé 1930 (Noak, 1935)
- Le Viol de Lucrèce 1931 (förlaga till operan The Rape of Lucretia)
- La Bataille de la Marne 1932
- Les gueux au paradis (Två skälmar i paradiset, 1947) tillsammans med Gaston Martens.
- Lazare 1950
- Une fille pour du vent 1953 (För vindens skull)
- L'Orestie 1955
- Revenu de l'étoile